# Asterella setisquama
Asterella setisquama là một loài rêu trong họ Aytoniaceae. Loài này được Stephani R.M. Schust. mô tả khoa học đầu tiên năm 1963.